# سليمان الماحوزي
الشيخ شمس الدين أبو الحسن سليمان بن عبد الله الماحوزي البحراني (1075 هـ - 1121 هـ). هو رجل دين وفقيه ومتكلم وأديب وشاعر شيعي بحراني كان من علماء الشيعة البارزين في عصره إذ انتهت إليه الزعامة الدينية للشيعة الإثني عشريَّة في البحرين بعد وفاة أستاذه هاشم البحراني.

## مولده ونشأته
أصله من قرية الخارجية إحدى قرى جزيرة سترة بالبحرين، أما مولده فكان في ليلة النصف من شهر رمضان 1075 هـ بقرية الدونج التابعة للماحوز في البحرين وبها كان منشأه ومسكنه وفيها بدء بتلقي مبادئ علومه فحفظ القرآن وله سبع سنين وأشهر، وشرع في دراسة العلوم الأخرى وله عشر سنين.
درس عند عدد كبير من العلماء المشهورين في البحرين في زمنه كسليمان بن علي بن أبي ظبية البحراني درس على يده الفقه والحديث وغيرها من العلوم، وكان شديد الملازمة له دون سائر العلماء حتى لامه البعض على ذلك، فقال رداً عليهم:
عنفوني لما لزمت سليمان... وجانبت جملة العلماء
فتمثلت في الجواب ببيت... قاله مغلق من الشعراء
ينزل الطير حيث يلتقط الحب... ويأتي منازل الكرماء
ودرس كذلك عند محمد بن ماجد بن مسعود الماحوزي البحراني والذي كان رئيس البلاد في زمنه والقائم بالأمور الحسبية وإمامة الجمعة والجماعة وكان الشيخ سليمان - المُتَرجَم - صهره على ابنته ، وكذلك درس عند أحمد بن محمد بن يوسف الخطي والسيد هاشم بن سليمان التوبلاني البحراني وغيرهم.، وكان أستاذه السيد هاشم البحراني - والذي تولى رئاسة البلاد بعد محمد بن ماجد المذكور - يتنبأ له بشأن كبير وكان يهيئه ليخلفه في رئاسة البلاد من بعده، وقد أشار الشيخ الماحوزي إلى ذلك في بعض فوائده حيث قال:
''''''”دخلت على شيخنا العلامة السيد هاشم التوبلي زائرا مع والدي فلما قمنا معه لنودعه وصافحته لزم يدي وعصرها وقال لي لا تفتر عن الاشتغال فإن هذه البلاد عن قريب ستحتاج إليك“.''''
ولما توفي السيد هاشم البحراني سنة 1107 هـ/1695 م صارت رئاسة البلاد من بعده إلى الشيخ سليمان الماحوزي فانتقل إلى قرية البلاد القديم، وكان من عادة أهل البحرين إذا انتهت الرئاسة إلى أحد العلماء من خارج هذه القرية أن ينقلوه إليها لأنها كانت حاضرة البحرين ومنزل الملوك والأعيان والتجار والعلماء وذوي الشأن، فتولى بها القضاء والقيام بالأمور الحسبية، واشتغل بالتدريس فكان طلبة العلوم الدينية تأتيه من مختلف أنحاء البلاد لملازمته وحضور درسه، وتخرج على يديه عدد كبير من العلماء المشهورين من العرب والعجم ؛ كان من أبرزهم أحمد بن إبراهيم بن أحمد بن عصفور الدرازي البحراني وعبد الله بن صالح السماهيجي والحسين بن محمد بن جعفر الماحوزي.

وكان للماحوزي عدة زيارات إلى بلاد فارس مثل مدينة أصفهان إحدى أهم مراكز العلم عند الشيعة آنذاك وبندر كنك وغيرها من نواحي بلاد فارس وفيها ألف بعض مصنفاته وجرت له بها مناظرات ومباحثات مع بعض علماء العامة، وفي أصفهان التقى بـمحمد باقر المجلسي شيخ الشيعة وصاحب كتاب بحار الأنوار فأخذ عنه واستجاز منه فأجازه.

وعلى الرغم من قصر عمر الماحوزي نسبياً إلا أنه كان مكثراً في التصنيف والتأليف فقد ترك ورائه ما يزيد على 120 مصنفاً بين كتاب ورسالة في مختلف العلوم والفنون.

### مناظرته مع أحد علماء السنة في فضل البحرين
ومن الحوادث الطريفة التي جرت مع الشيخ سليمان الماحوزي ما ذكره في بعض كتبه عن مناظرة جرت بينه وبين أحد علماء السنة في إحدى زياراته إلى بلاد فارس حول فضل بلاد البحرين، حيث قال:
كنت في حدود السنة الحادية عشرة بعد المائة والألف من الهجرة النبوية في بعض بنادر فارس، وكان فيه رجل من علماء أهل (تقه) من بلاد السند، حنفي المذهب متعصّب في مذهبه قد قرأ كثيراً من العلم، ورد هناك بعنوان التجارة فاتّفق لي الاجتماع به في عدة مجالس، وكان من جملة ما صدر بيني وبينه أنه بعد ما فاوضني في مسائل متعددة فينجرّ فيه النزاع بيننا وبينهم فصّلناها في رسالة منفردة.
قال لي : أنت أخلاقك غير أخلاق أهل البحرين، وطباعك غير طباعهم، وما فيك من المعايب إلاّ انك بحراني، واخذ يذم البحرين وأهلها بما لا يجوز ذكره، فقلت له : البلاد يكون فيها الكامل والناقص والخير والشرّير، والمؤمن والكافر والعالم والجاهل، فإطلاق القول بذمّ البلاد لا يحسن من أهل العقل والسداد، وبعد هذا فالبحرين من الأمصار الجليلة المحمودة، ولها ذكر حَسن في كتب حديثكم دون (تقه)، فإنها لم يجر لها ذكر في حديث ولا سنّة، وطباع أهلها معروفة بالعصبية والعناد.
فقال لي بعجلة : في أيّ كتب حديثنا ذُكر البحرين؟
فقلت : في كتاب مشكاة المصابيح تصنيف محي السنّة الحسين بن مسعود الفراء البغوي، فإنه روي في باب حرم المدينة ـ حرسها الله ـ عن حريز بن عبد الله، عن النبي ﷺ قال : إن الله اوحي إليّ، أيّ هولاء الثلاثة نزلت فهي دار هجرتك المدينة أو البحرين أو قنسرين، فقد عدل الله البحرين بالمدينة وخيره في الهجرة إليها، ولم يذكر (تقه) مجال. فانكر كون الخبر المذكور في شيء من كتب حديثهم فضلاً عن كونه في مشكاة المصابيح، وأدعي أنه قرأ الكتاب المذكور في بلاده علي مشايخه ـ وكان الكتاب المذكور بصحبتي ـ فقلت له : الكتاب موجود معنا بنسخة صحيحة معتمدة، وقد كنت اشتريتها من دار السلطنة إصفهان المحروسة في جملة الكتب التي اشتريتها من هناك، ثم احضرت الكتاب، فلمّا رآه وجم واُقحم كأنما القمته حجراً، وأخذ يتعجب مما رزقنا الله سبحانه من الحفظ وكثرة التتبع، وأعرض عما كان فيه.

## أقوال العلماء
شاع ذكر الشيخ سليمان الماحوزي بين كثير من علماء عصره وترجم له أغلب العلماء الذين جاءوا من بعده وبالغوا في تعظيمه ومدحه والثناء عليه ووصفوه بأجل الأوصاف، ونحن نذكر هنا جانباً منها :
قال الشيخ أحمد بن إبراهيم بن عصفور الدرازي البحراني (ت1131 هـ/1718 م) في مقدمة شرح الرسالة الحمدية، يصف استاذه الشيخ سليمان الماحوزي بأسلوب السجع الشائع في ذلك العصر :
(الشيخ المنيف، وعضد الدين الحنيف، مالك ازمّة التأليف والتصنيف. الذي شاد مدارس العلوم بعد دروسها، وسقى بصبيب فضله حدائق غروسها. والبحر الذي لا تجد ليمته ساحل، وكعبة الآداب التي تطوى لها المراحل. ومنبع العلم الذي يفيد ويفيض، وجم الفضل الذي لا ينضب ولا يغيض. شيخي واستاذي الذي وهبني من فضله ما لا يضيع، وحنى علي حنوّ (الطير) على الرضيع. وفرش لي حجر علومه، والقمني ثدي معلومه. حتى شحذ من طبعي مرهفا، وبرى من (نبعي مشقفا). فلو رمت القيام بأداء شكره، لاستهدفت لملام التقصير ونكره. الشيخ الفاضل الكامل، والعالم العامل. شيخنا الشيخ سليمان بن عبد الله البحراني، متع الله المسلمين بفيوض علومه، وجلى بمرهف فكره سحايب ظلمات الجهل وغيومه. وادام على صفحات الأيام بهاء طلته الغراء، ونصب اعاديه في مقام الذم والاغراء. ولا زال محموداً على مزاياه الفاضلة مشكورا، ولا برح ممدود الثناء عليه مقصورا...).
وقال تلميذه الشيخ عبد الله بن صالح السماهيجي (ت 1135 هـ/1722 م) :
(كان هذا الشيخ اعجوبة في الحفظ والدقة وسرعة الانتقال في الجواب والمناظرات وطلاقة اللسان لم ارَ مثله قط، وكان ثقة في النقل، ضابطاً، إماماً في عصره، وحيداً في دهره، أذعنت له جميع العلماء، وأقر بفضله جميع الحكماء، وكان جامعاً لجميع العلوم، علامة في جميع الفنون، حسن التقرير عجيب التحرير، خطيباً، شاعراً، مفوّهاً، وكان أيضاً في غاية الإنصاف، وكان أعظم علومه الحديث والرجال والتواريخ، منه أخذت الحديث، وتلمذت عليه، وربّاني وقرّبني وآواني، واختصني من بين اقراني، جزاه الله عني خير الجزاء، بحق محمد وآله الأزكياء، وتوفي وعمره يقرب من خمسين سنة - في سابع عشر شهر رجب للسنة الحادية والعشرين بعد المائة والألف، ودفن في مقبرة الشيخ ميثم بن المعلّى - جد الشيخ ميثم العلامة المشهور - بقرية (الدونج) - بالنون والجيم - من قرى الماحوز - بالحاء والزاي -، نقل من بيت سكناه من بلاد القديم إليها لكونه منها).
وقال الشيخ الحسن بن محمد بن علي بن ضيف الدمستاني البحراني (ت1181 هـ/1767 م) في بعض إجازاته :
(شيخ الكل في الكل، الخافضة لديه الحكماء جناح الذل. حديد الفكرة لكنّه للعلوم مغناطيس، صافي الحكمة فمن أفلاطون وذيمقراطيس. وحيد دهره في العلم والعمل، ونسيج وحده في البحث والجدل. فمن ادعى مشاركته في تلك الصفة فما أنصفه، ومن اعتنى بما حققه من المعقول ورصّفه علم أنّ الفلسفة عين السَفَه. ورأى أنّ في الشفاء مرضا، وأنّه هو الجوهر الفرد وغيره عرضا.أُغلوطة الزمان ونادرة الدوران الشيخ سليمان بن الشيخ عبد اللّه الماحوزي طهّر اللّه تعالى رمسه وقدّس نفسه، وممّا أنشده لنفسه من مقطوعة له في الفخر وأصدق بما قال :
ولو حلج الحلاج عندي مباحث الـوجود لذاق الرشد بعد عمائه
ولوحضرالشيخ الرئيس بمجلسي... لأقلع عمّا قاله في شفائه
خفافيش هذا العصر كفّا عن العلا... فقد أشرقت فيكم شموس سمائه
).
وقال الشيخ يوسف بن أحمد بن عصفور البحراني (ت1186 هـ/1772 م) في لؤلؤة البحرين :
(الشيخ سليمان بن الشيخ عبد الله بن علي بن حسن بن أحمد بن يوسف ابن عمّار البحراني الستراوي اصلاً - من قرية الخارجية إحدى قرى سترة، الماحوزي مولداً ومسكناً - نسبة إلى الماحوز المتقدم ذكرها - من قرى الدونج كتلميذه المقدّم ذكره، ثم انّه سكن بعد ذلك بلاد القديم، وبها توفي، وهذا الشيخ قد انتهت اليه رئاسة بلاد البحرين في وقته...وبالجملة فهذا الشيخ من نوادر الزمان وأغلوطة الدهر الخوان وفوائده وآثاره وكثرة تلامذته واشتهاره مع قصر عمره يدل على فضل عظيم وفخر جسيم وقد اجتمع مع المولى المجلسي وأعجب به وأجازه وأرخ وفاته بعض فضلاء عصره بقوله كورت شمس الدين).
وقال السيد عبد الله بن نور الدين الجزائري (ت 1173 هـ/1795 م) في إجازته الكبرى عند ذكر مشايخ الشيخ عبد الله بن صالح السماهيجي :
(يروي عن جماعة كثيرة من فضلاء البحرين وغيرهم أعظمهم شانا الشيخ سليمان بن عبد الله وقد اثنى عليه في مصنفاته وإجازاته ثناء بليغا ووصفه بغاية الوصف والحفظ والذكاء وحسن التقرير، سمعت والدي يصفه بمثل ذلك أيضا في أيام حياته ويقول ليس في بلاد العرب والعجم أفضل منه وسئل يوما أيهما أفضل الشريف أبو الحسن العاملي أو الشيخ سليمان فقال : إما الشريف أبو الحسن فقد مارسته كثيرا في أصبهان وفي المشهد وفي بلادنا لما قدم إلينا وأقام عندنا مدة مديدة فرأيته في غاية الفضل والإحاطة وسعة النظر واما الشيخ سليمان فلم أره ولكن الذي بلغني عن حاله بالاستفاضة والتسامح انه أشد ذكاء وأدق نظرا وأكثر استحضارا لمدارك الاحكام الفقهية وأسرع جوابا في المعضلات مع غاية الرزانة والتحقيق، ولما بلغه وفاته تألم كثيرا وقال : ثلم في الدين ثلمة لا يسدها شيء إلى يوم القيامة...).
وقال الشيخ محمد باقر الأصفهاني المعروف بالوحيد البهبهاني (ت1205 هـ/1790 م) في فوائده :
(ومرادي من المحقق البحراني هو الفاضل الكامل المحقق المدقق الفقيه النبيه نادرة العصر والزمان، المحقق الشيخ سليمان، ومرادي من (البلغة) مختصر هذا الفاضل في الرجال ومن (المعراج) شرحه على الفهرست ولم يشرح منه إلا قليلا منه على ما وجد...).
وقال الشيخ علي بن الحسن البلادي (ت 1340 هـ/1921 م) في أنوار البدرين :
(علامة العلماء الأعلام وحجة الإسلام وشيخ المشائخ الكرام أولي النقض والإبرام المحقق المدقق العلامة الثاني أبو الحسن شمس الدين الشيخ سليمان ابن الشيخ عبد الله بن علي بن الحسن بن أحمد بن يوسف بن عمار البحراني الستري الماحوزي، أصله من ستره من قرية الخارجية، ومولده الماحوز، ثم إنه سكن البلاد القديم وبها توفي وكان الأكثر إذا انتهت الرياسة لأحد من العلماء من غير أهل البلاد القديم ينقله أهل البلاد إليها لأنها في ذلك الزمان هي عمدة البحرين ومسكن الملوك والتجار والعلماء وذوي الأقدار، وهي بلادنا ومسكن آبائنا وموضع أملاكنا إلا أنها الآن كما قاله الأديب المهذب الشيخ علي بن مقرب الأحسائي (ره) :
طم البلاء على البلاد فكلها... بحر من الشر المبرح مفعم
ما أن مررت بوهدة أو تلعة... إلا وفيها للحوادث صيلم
فكأنه عناها وإن كان مراده العموم لكل بلاد في زمانه، ولا حول ولا قوة إلا بالله العلي العظيم، والحديث ذو شجون وإنا لله وإنا إليه راجعون).

## شيوخه وأساتذته
1. الشيخ سليمان بن علي بن سليمان بن أبي ظبية البحراني.
2. الشيخ أحمد بن محمد بن يوسف الخطي المقابي البحراني.
3. الشيخ محمد بن ماجد بن مسعود الماحوزي البحراني.
4. السيد هاشم بن سليمان بن إسماعيل التوبلي البحراني.
5. الشيخ محمد باقر بن محمد تقي المجلسي.
6. الشيخ محمد بن أحمد بن ناصر الحجري البحراني.
7. الشيخ صالح بن عبد الكريم الكرزكاني البحراني.
8. الشيخ جعفر بن علي بن سليمان القدمي البحراني.[18]

## من أساتذته
العلّامة المجلسي، السيّد هاشم البحراني، الشيخ محمّد بن ماجد الماحوزي، الشيخ أحمد بن محمّد الخطّي البحراني، الشيخ صالح بن عبد الكريم الكرزكاني، الشيخ جعفر الشيخ علي القدمي، الشيخ سليمان بن علي الإصبعي، الشيخ محمّد بن أحمد الحجري.

## تلاميذه والراوون عنه
1. الشيخ عبد الله بن صالح بن جمعة بن علي السماهيجي البحراني.
2. السيد علي بن إبراهيم بن علي بن أبي شبانه البحراني.
3. الشيخ عبد الله بن الفرج بن عبد الله بن عمران القطيفي.
4. الشيخ على بن عبد الله بن عبد الصمد الإصبعي البحراني.
5. الشيخ أحمد بن إبراهيم بن أحمد بن صالح بن عصفور الدرازي البحراني.
6. الشيخ أحمد بن عبد الله بن حسن بن جمال البلادي البحراني.
7. المير محمد حسين بن محمد صالح الحسيني الأصبهاني.
8. الشيخ محمد رفيع البيرمي اللامي.
9. الشيخ الحسين بن محمد بن جعفر الماحوزي البحراني.
10. الشيخ عبد الله بن علي بن أحمد البلادي البحراني، المعروف بأبي الجلابيب.
11. الشيخ محمد بن يوسف بن علي بن كنبار الضبيري النعيمي البحراني.

وغيرهم خلق كثير.

## شعره
كان الشيخ سليمان الماحوزي شاعراً بارعاً يتسم شعره بالجزالة ومع ذلك فهو عذب سلس، كما يدل شعره على شدة إحاطته باللغة العربية وإلمامه الواسعة بمعاني مفرداتها.
ويظهر ذلك جلياً من قصيدته (الخالية) والتي التزم في قافيتها لفظ (الخال) والذي يعني به في كل مرة معنىً مختلفاً، ولعله أول من فتح الباب لمثل هذا النمط من النظم ولم يسبقه إليه إلا أبو حيان الغرناطي الأندلسي بمحاولة متواضعة لم تزد عن أربعة أبيات ولم يلتزم في قافيتها بلفظ (الخال)، فيمكننا القول أن شيخنا هو صاحب الريادة في هذا النمط من النظم، وهذه هي القصيدة :
علام سقى خدّيك من جفنك الخال؟... أمن ربوات الدو لاح لك الخال؟
وأسهر منك الطرف إيماض مبسم... من الدورق النوري أم أومض الخال؟
ونشر الخزامى نبه الوجد منك أم... من السكر قد فاح البنفسج والخال؟
سقى الأرض أرض الجفرة الوبل واكفاً... وصافح منثورا بربوتها الخال
فيا راكبا حرفا إذا وخد السرى... تفسكل عن مضمارها الطرف والخال
تنشر طي الأرض منها بأربع... وتطوي برود البيد إن أرقل الخال
براها السرى حتى استلان قيادها... وما عاقها عنه لحاق ولا خال
لك الخير يممها المسارح إن بدا... لعينيك منها معذر الطرق والخال
انخها بوادي الفقع من جانب الحمى... ولا تخش ان لام العذول أو الخال
عهاد لها مني عهود حفظتها... وود وإن طال المدى في الحشا خال
فلست بناس عهد من قطنوا بها... إلى أن يواري جسمي الترب والخال
صبوت لمن فيها زمان صبوتي... وللغيد يصبو الصب والمدنف الخال
أجرر أذيال الشبيبة يافعا... كما جر ذيل التيه والنشوة الخال
وطرف شبابي جامح بي إلى الهوى... ولم يثنه عن قصده اللطم والخال
ولي بالحسان الغيد شغل وإنها... لأشغل بي مني وإن صدها الخال
ومايسة زان الحلي جمالها... وكم غادة قد زانها الحلي والخال
لها من فؤادي مربع أي مربع... ومن غيرها قلبي هو الأقفر الخال
أجود وإن ضنت بوصل بمهجتي... وإن بخلت يوما فإني الفتى الخال
تميت وتحيي إن دنت أو تباعدت... دلالا ومن ألحاظها الباتر الخال
أتاح لها الواشون إني سلوتها... وإني مما رجموني به خال
فبي كمد لو أن عشر عشيره... أتيح لخال لم يطق حمله الخال
عراني الضنا حتى جفاني عودي... ومل أخو ودي بقائي والخال 
```
ومن شعره، أيضاً :
```

دَع الوطنَ المألوف وارحل لغيره... وإن عَلِقَت بالقلب منك رُبوع
فما لك في دار الشقاق إقامةٌ... ومالك في ربع النفاق رجوع
ولستَ إذا فارقتها عن ملالةٍ... إلى غيرها تَعرى بها وتجوع
بَلَى سوف نحظى بالمعالي وصفوها... إذا ما اغتربنا والخَمُول قَنوع
وكيف وللإقبال فيك تحرُكٌ... وللفضل في غير الديار سطوع
وما أنت إلا العود في قَعر داره... يضيع ولكن في سواه يضوع 
```
ومنه في مدح البحرين :
```

هي البحرين قنطرة المعالي... ومعراج المحاسن والكمالِ
فلا تُلحِق بها أرضاً سواها... فما ماءٌ زُلالٌ مثلُ آل
بلَغتُ بها الأماني باجتهادٍ... وصلت بهِ إلى أوج المعالي
ونلتُ بها المحاسنَ والمزايا... وغُصتُ على الفرائدِ واللآلي
فُنُوني في الكمالِ مُبَيَّناتٌ... وفُقت السابقين من الرجالِ 
```
ومنه في مدح أهل البيت عليهم السلام :
```

نفسي بآل رسول الله هائمةٌ... وليس إذ همت فيهم ذاك من سَرفِ
كم هام قومٌ بهم قبلي جهابذةٌ... قَضِيَّة الدين لا ميلاً إلى صلف
لا غروَ هم أنجمُ العليا بلا جَدَل... وهم عرانينُ بيت المجد والشَرفِ
شُمُّ المعاطِس من أولاد حيدرةٍ... من البتول تجافوا وصمةَ الكلف
سبّاق غاياتِ أرباب السباق وهم... جواهر القدس تزري لؤلؤ الصدف
بهم غرامي وفيهم فكرتي ولهم... عزيمتي وعليهم في الهوى لهفي
فلستُ عن مدحهم دهري بمشتغلٍ... ولستُ عن حُبَّهم عُمري بمنصرف
وفـيـهمُ ليَ آمالٌ أأمَّلها... في الحشر إذ تُنشر الأعمال في الصحف 
ومنه :
من لي وقد عَفَّت الأيام آثاري... وأستأصل الدهر خلصائي وأنصاري
صال الزمان على صحبي مجاهرةً... فاغتالهم بمخاليب وأظفار
كانوا نجوم دآدي المشكلات وحُـ... ـفَّاظ الشريعةِ والأعلامَ للباري
من كل قَرمٍ هٌمامٍ يُستجار به... حامي الحقيقة ِ حرًّ وابن أحرار
زاكي النَّجار عزيز الجار مضطلعٍ... بالفضل عار عن العوراءِ والعار
سقاهم الدهر كأس الاصطلام على... عمدٍ فبانوا عن الأهلينَ والدار
وخلَّفونيَ في الألواء منغمساً... خُلواً من الخِل والسُّمار والجار
تجهَّمتني أُناس ليس ينظمهم... سلك المعالي ولا فازوا بمقداري
هذا العضال، أأرضى بالقذى كُحُلاً؟... وبالأذى بَدَلاً عن مجدي الهاري؟
أسامُ ضيماً ولي في الفضل منزلةٌ... قصوى وقد طَبَّق الآفاق أخباري؟
يَسُوسُني في العلى من ليس يعلم ما... كنه المعالي وما صلَّى بمضمار
وما تناول ساقَ المكرمات عُلاً... وما ترقَّى لآثارٍ وأسرار
وما ألم بمعنى المجد في زمنٍ... ولم يذق واردات الواحد الباري
تلك الخفافيش قد غالت ذُكاء فلم... يظهر سناها لمرتاد لأنوار 
ومنه قوله مضمناً :
لقد هجرَ الشباب وبان عنَّا... على رَغمٍ ولازمنا المشيب
فبانَ ببين ذاك سرور نفسي... وزاد بوصل ذا العجب العجيب
فلي إن تسالي ليلٌ طويلٌ... ويمٌ بعد فرقته عصيبُ
وقد ناديته أن عد سريعاً... رعاك الله لكن لا يجيبُ
أقول وقد براني الشيب بري القداح وكظَّني الدهر المريب
(ألا ليت الشباب يعود يوماً... فأخبره بما فعل المشيبُ)

## آثاره ومصنفاته
ترك الشيخ الماحوزي لنا تراثاً ضخماً من الكتب والمؤلفات تزيد عن المائة مصنف في مختلف الفنون والعلوم، ولا يتسع المجال هنا لاستقصائها، ولكن نذكر طرفاً منها مصنفةً حسب المواضيع :

صورة من مخطوطة الرسالة الشمسية للشيخ سليمان الماحوزي

### كتب العقائد
1. هداية القاصدين إلى أصول الدين. توجد نسخة منه بخط المؤلف ضمن مجموعة من رسائله في بعض مكتبات النجف.
2. إفهام الأفهام في عقائد دين الإسلام.
3. غاية الطالب في اثبات الوصية لعلي بن أبي طالب.
4. رسالة في شرح كلمة لا إله إلا الله.
5. رسالة في عدم جواز السهو على النبي. كتبها جوباً لسؤال ناصر الجارودي الخطي، توجد منها نسخة بخط تلميذه أحمد بن إبراهيم البحراني تاريخ كتابتها 1119 هـ.

### كتب أصول الفقه
1. العشرة الكاملة في الاجتهاد والتقليد.
2. كشف القناع عن حقيقة الإجماع.
3. رسالة في تقليد الميت.

### كتب الفقه
1. رسالة في واجبات الصلاة وما لابد منه.
2. رسالة في وجوب صلاة الجمعة.
3. ناظمة الشتات فيما يستحب تأخيره عن أوائل الأوقات.
4. إيضاح الغوامض في شرح رسالة الفرائض.
5. الفوائد النجفية.
6. رسالة في مناسك الحج. رسالة مختصرة ألفها بالتماس من أحمد بن عبد الرؤوف البحراني.
7. السر المكتوم في حكم تعلم النجوم.

### كتب الرجال والتراجم
1. بلغة المحدثين في الرجال. وقد كتب أحمد آل طعان شرحاً عليه بعنوان «زاد المجتهدين في بُلغة المتحدثين».
2. معراج أهل الكمال إلى معرفة أحوال الرجال.
3. فهرست علماء البحرين.
4. السلافة البهية في الترجمة الميثمية. ترجمة للشيخ ميثم البحراني.
5. تعليقة على خلاصة الأقوال. وهذا الكتاب تعليقةٌ على كتاب «خلاصة الأقوال في معرفة أحوال الرجال» للحلي.

### كتب علم الكلام والفلسفة والعلوم العقلية
1. الإشارات في الكلام.
2. الشافي في الحكمة النظرية.
3. الرسالة المنطقية وشرحها.
4. رسالة في وجود الكلي الطبيعي.
5. أرجوزة في علم الكلام.
6. رسالة في علم المناظرة.
7. فحائل الإعجاز في التعمية والألغاز.

### كتب النحو والصرف
1. الرسالة النحوية.
2. النكت السنية في المسائل المازنية.
3. رسالة في إعراب تبارك الله أحسن الخالقين.

### كتب الأدب
1. أزهار الرياض في الأدب. يقع في ثلاث مجلدات.
2. درة البحرين في رثاء الحسين. أدرجها في كتاب أزهار الرياض.
3. ديوان شعر. جمعه تلميذه علي بن إبراهيم بن علي بن أبي شبانة البحراني بأمر منه.[27]

## وفاته
كانت وفاته في سنة 1121 هـ بقرية البلاد القديم وله من العمر نحو أربع وأربعين سنة وعشرة أشهر، ونقل جثمانه إلى قرية الدونج من الماحوز ودفن في مقبرة ميثم بن المعلى.